# Julio Ituarte
Julio Ituarte (* 15. Mai 1845 in Mexiko-Stadt; † 15. September 1905 ebenda) war ein mexikanischer Komponist und Pianist.

## Leben und Wirken
Ituarte war als Kind Schüler von José María Oviedo und Agustín Balderas und später von Tomás León und Melesio Morales. Im Alter von vierzehn Jahren debütierte er in einem Konzert am Gran Teatro Nacional. 1865 unterrichtete er an der Musikakademie, aus der ein Jahr später das Conservatorio de Música hervorging. Von 1866 bis zu seinem Tode unterrichtete er, mit einer Unterbrechung von 1885 bis 1897, am Conservatorio. Zu seinen Schülern zählten Musiker wie Felipe Villanueva und Ricardo Castro Herrera.
Ituarte komponierte zwei Zarzuelas, Chorwerke und Lieder, Klaviermusik in der Tradition von Schumann und Liszt sowie zahlreiche Klavierbearbeitungen von Werken anderer Komponisten.

## Werke
- Ecos de México (Capricho de concierto)
- Gustos y sustos. Zarzuela, 1887
- Gato por liebre, Zarzuela
- Mater dolorosa (Meditación) für Klavier, 1897

| Personendaten    | Personendaten                       |
| ---------------- | ----------------------------------- |
| NAME             | Ituarte, Julio                      |
| KURZBESCHREIBUNG | mexikanischer Komponist und Pianist |
| GEBURTSDATUM     | 15. Mai 1845                        |
| GEBURTSORT       | Mexiko-Stadt                        |
| STERBEDATUM      | 15. September 1905                  |
| STERBEORT        | Mexiko-Stadt                        |